# Wiktor Michailowitsch Tschuiko

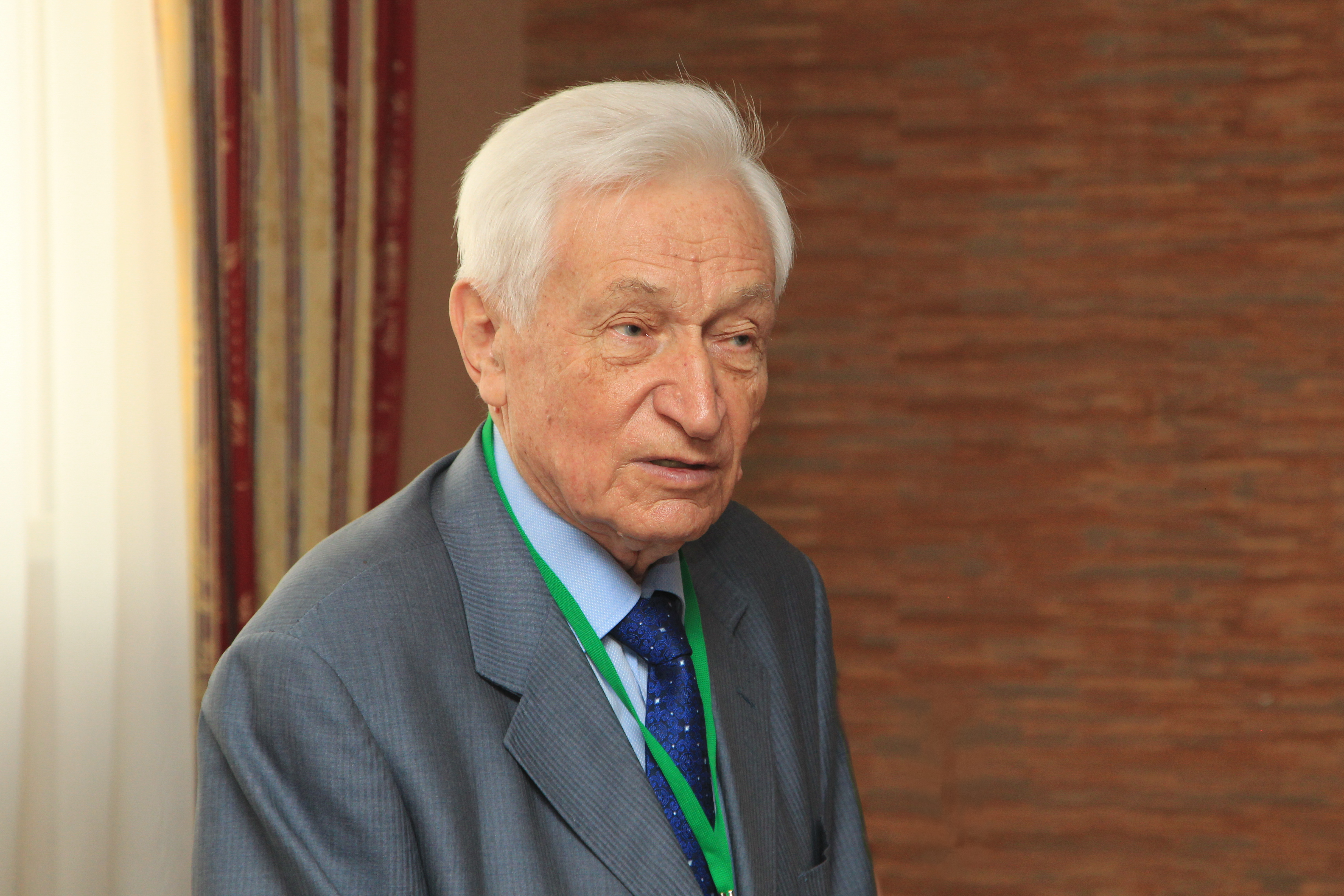
Wiktor Michailowitsch Tschuiko

Wiktor Michailowitsch Tschuiko (russisch Виктор Михайлович Чуйко; * 23. November 1931 in Krementschug-Konstantinowskoje, Rajon Baksan) ist ein sowjetisch-russischer Luftfahrtingenieur.

## Leben
Tschuikos Vater Michail Tschuiko stammte aus einer armen Bauernfamilie, gründete eine Komsomol-Zelle in seinem Dorf, beteiligte sich an der Genossenschaftsbewegung und starb 1933 an den Folgen einer schweren Erkältung. Tschuikos Mutter Mawra Sacharowna, geborene Iwanko, stammte aus einer Mittelbauernfamilie und arbeitete im Kolchos. Sein Stiefvater Fjodor Woloschin wurde am Anfang des Deutsch-Sowjetischen Kriegs an der Front getötet. Tschuikos Großvater war ein ausgezeichneter Gärtner und bestellte sich als einziger im Dorf Fachliteratur aus Moskau. Für ihren Sohn kaufte die Mutter Bücher in Naltschik und Pjatigorsk. Den Besuch der Mittelschule in Kremtschug-Konstantinowskoje schloss Tschuiko 1950 mit einer Goldmedaille ab, die die einzige an dieser Schule blieb.
Tschuiko studierte 1950–1956 am Charkower Luftfahrtinstitut mit ausgezeichnetem Abschluss.
Darauf arbeitete Tschuiko in Saporischschja im Sonderkonstruktionsbüro der Fabrik Nr. 478 (ab 1966 Maschinenbau-Konstruktionsbüro Progress), wo er vom Ingenieur-Konstrukteur 3. Kategorie in der Kompressoren-Brigade schließlich zum Vizechef des Konstruktionsbüros aufstieg. Dort arbeitete er zusammen mit Alexander Georgijewitsch Iwtschenko, Wladimir Alexejewitsch Lotarjow, Anatoli Konstantinowitsch Pantelejew, Alexei Nikolajewitsch Slenko, Alexander Michailowitsch Anaschkin und Fedir Murawtschenko und war an der Entwicklung des Turboprop-Triebwerks AI-24, des Turbojet-Triebwerks AI-25 und des leistungsverstärkenden Hilfsaggregats AI-9 beteiligt. Am stärksten trug Tschuiko durch seine Problemlösungen zur Entwicklung des Triebwerks AI-25 bei, so dass sich die Garantiezeit auf bis zu 3500 Stunden erhöhte. 1972 verteidigte er am Charkower Luftfahrtinstitut mit Erfolg seine Dissertation für die Promotion zum Kandidaten der technischen Wissenschaften.
1979 wurde Tschuiko Vizechef der 3. Hauptverwaltung (GU) des Ministeriums für Luftfahrtindustrie (MAP) der UdSSR und kontrollierte die Triebwerksentwicklung. 1981 wurde er Chefingenieur der 3. GU des MAP. Im August 1984 wurde er Vizeminister des MAP für Triebwerkbau als Nachfolger Wiktor Michailowitsch Tschepkins (bis 1991). Daneben lehrte er ab 1985 am Zentralinstitut für Fortbildung der Luftfahrtindustrie-Kader. Er trug wesentlich zur Entwicklung des Mantelstromtriebwerks AL-31F für das Jagdflugzeug Su-27 bei, indem er den Konstrukteur Archip Michailowitsch Ljulka direkt unterstützte. 1990 verteidigte er mit Erfolg seine Doktor-Dissertation für die Promotion zum Doktor der technischen Wissenschaften. Darauf folgte die Ernennung zum Professor.
1991 gründete Tschuiko mit Industrievertretern und Mitarbeitern der 3. und 13. GU des MAP zur Bewahrung und Verbreiterung der russischen Design- und Konstrukteurtraditionen die Assoziation Union der Luftfahrtantriebtechnik (ASSAD), zu deren Präsidenten und Generaldirektor er gewählt wurde. Die ASSAD wurde das Koordinierungszentrum der Aktivitäten der Triebwerksunternehmen in der Gemeinschaft Unabhängiger Staaten.
Tschuiko ist verheiratet mit der Luftfahrtingenieurin Galina Borissowna, geborene Kubikowa (* 1933, Absolventin des Charkower Luftfahrt-Instituts), und hat zwei Töchter Ljudmila und Irina.

## Ehrungen, Preise (Auswahl)
- Orden des Roten Banners der Arbeit (zweimal)[1]
- Verdiente Person der Industrie der ČSSR (1973)[4]
- Staatspreis der Ukrainischen SSR[6]
- Preis des Ministerrats der UdSSR (1991)[7]
- Orden der Ehre (1996)[8]
- Preis der Regierung der Russischen Föderation (2004)[9]